# Samuel ibn Tibbon
Samuel ben Judah ibn Tibbon (hebrajski: שמואל בן יהודה אבן תבון, arabski: إبن تبّون, ur. ok. 1150 in Lunel we Francji, zm. ok. 1230 w Marsylii) – filozof i komentator Biblii. Zasłynął tłumaczeniem dzieł Majmonidesa, min. Przewodnika błądzących, z arabskiego na hebrajski oraz tekstów Arystotelesa i Awerroesa. Pochodził z rodziny, która odegrała ważną rolę w rozwoju filozofii hebrajskiej. Jego ojciec, Juda ibn Tibbon, oraz zięć, Jacob Anatoli, również zajmowali się tłumaczeniem prac filozoficznych. Jego oryginalnym dziełem filozoficznym było Ma’amar Yiqqawu ha-Mayim, w którym rozważał kosmologiczny problem – dlaczego ziemia nie jest pokryta w całości wodą.